# Stuart Kauffman

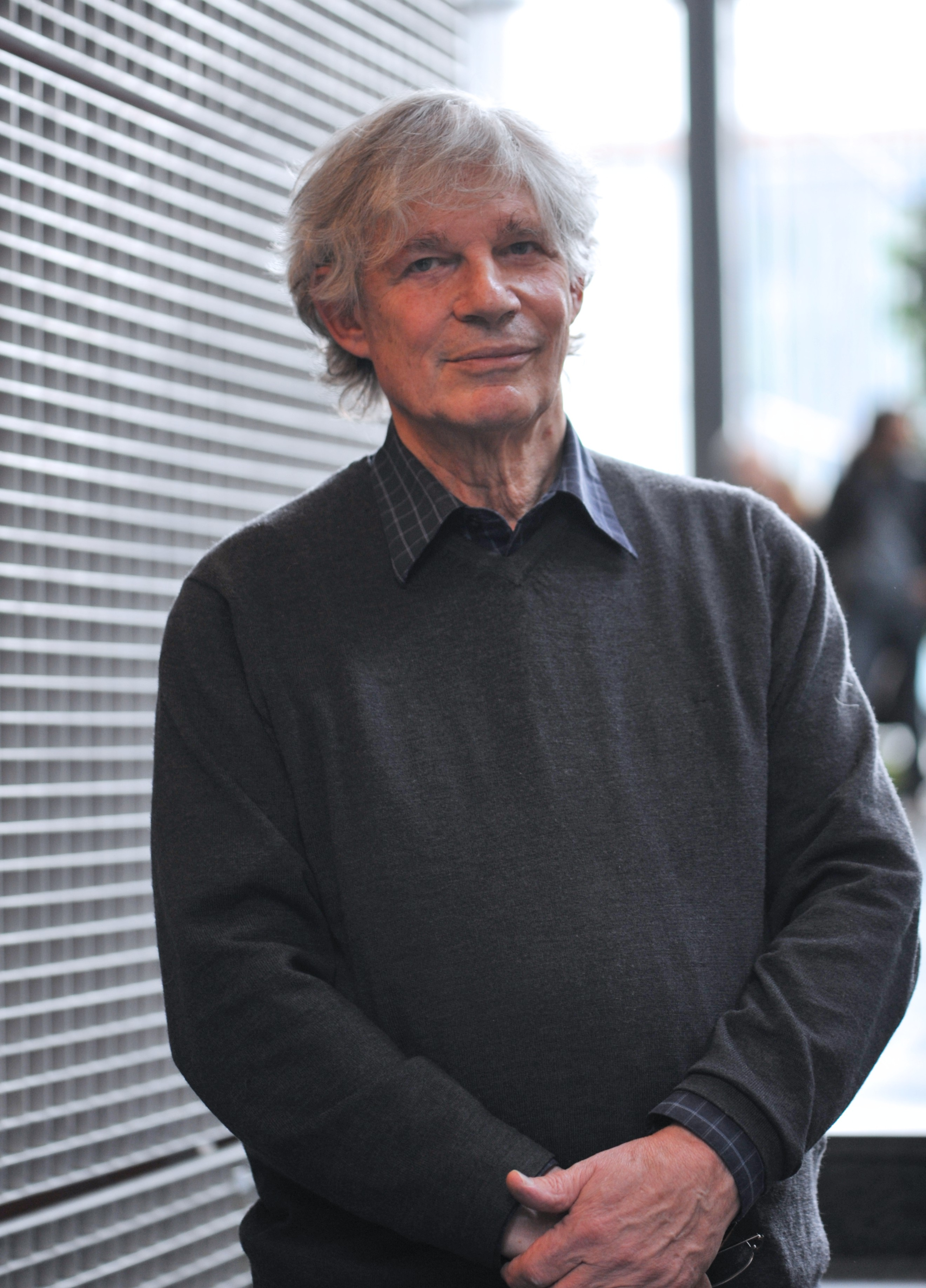
Stuart Kauffman im April 2010

Stuart Alan Kauffman (* 28. September 1939) ist ein US-amerikanischer theoretischer Biologe, lehrt Biologie, Physik und Astronomie an der University of Calgary (Kanada) und ist auch außerordentlicher Professor der Philosophie. Am bekanntesten ist er für seine These, dass bei der Entstehung der Komplexität biologischer Systeme und Organismen die Selbstorganisation ein mindestens ebenso wichtiger Faktor ist wie die darwinsche Selektion.

## Leben
Kauffman wurde zunächst als Mediziner ausgebildet, ist theoretischer Biologe, und Forscher auf dem Gebiet komplexer Systeme. 
Nach dem Studium am Dartmouth College und mit einem Marshall-Stipendium an der Oxford University wurde Kauffmann 1968 zum Doktor der Medizin an der University of California, San Francisco promoviert. Nach kurzer medizinischer Laufbahn wandte sich Kauffman der Entwicklungsbiologie zu. Er wirkte an der University of Chicago und war 1975 bis 1995 Professor für Biochemie und Biophysik an der University of Pennsylvania. 
Bekannt wurde Kauffman durch seine Tätigkeit am Santa Fe Institute, das sich mit der Erforschung komplexer Systeme befasst, und durch seine Arbeit mit Modellen in unterschiedlichen Gebieten der Biologie. Zu diesen Modellen gehörten autokatalytische Netze in der Erforschung der chemischen Evolution, genregulatorischer Netzwerke in der Entwicklungsbiologie und Fitnesslandschaften in der Evolutionsbiologie. 1996 gründete Kauffman die BIOS Group, eine Firma, die die Theorie komplexer Systeme anwendet, um Probleme der Betriebswirtschaft zu lösen. 2004 ging Kauffman an das Institute for Biocomplexity and Informatics der University of Calgary (Kanada). 2009 lehrte er an der Technischen Universität Tampere (Finnland). Seit 2010 ist er Mitarbeiter des Complex Systems Center der University of Vermont.
Kauffman ist Fellow of the Royal Society of Canada.
1987 war er MacArthur Fellow.

## Positionen
Kauffman lehnt die Existenz einer Weltformel zugunsten emergenter Biosphären ab, deren zukünftige Beschreibung er als „dritte Wende der Naturwissenschaften“ nach Pythagoras und Newton beschreibt.

## Schriften von Stuart Kauffman
- Antichaos and Adaptation, Scientific American, August 1991.
(Deutsch: Leben am Rande des Chaos, Spektrum der Wissenschaft, Oktober 1991.
Auch in: Entwicklung und Gene, Reihe Verständliche Forschung, Spektrum Akademie Verlag 1992, ISBN 3860250280)
- The Origins of Order: Self-Organization and Selection in Evolution, Oxford University Press, 1993, ISBN 0195079515.
- At Home in the Universe, Oxford University Press, 1995, ISBN 0195111303.
(Deutsch: Der Öltropfen im Wasser, Piper 1996, ISBN 3492035493).
- Investigations, Oxford University Press, 2000, ISBN 0195121058.
- Prolegomenon to a General Biology, in: William A. Dembski, Michael Ruse (eds.), Debating Design: From Darwin to DNA, Cambridge University Press, 2004, ISBN 0521829496.
- Reinventing the Sacred: A New View of Science, Reason, and Religion. Basic Books 2008. ISBN 0465003001 (engl. Video (Memento vom 19. August 2009 im Internet Archive) zur Einführung)
- Humanity in a Creative Universe, Oxford University Press, 2016.
- A World Beyond Physics - The Emergence and Evolution of Life, Oxford University Press, 2019.

## Über Stuart Kauffman
- Roger Lewin, Die Komplexitäts-Theorie, Hoffmann & Campe, Hamburg 1993
- M. Mitchell Waldrop, Inseln im Chaos: Die Erforschung komplexer Systeme, Rowohlt, Berlin 1996